# 聖克里斯托瓦爾縣 (厄瓜多爾)
0°48′S 89°24′W / 0.800°S 89.400°W
聖克里斯托瓦爾縣（西班牙語：Cantón San Cristóbal），是厄瓜多爾的縣份，位於該國西部，由加拉帕戈斯省負責管轄，首府設於巴克里索莫雷諾港，面積849平方公里，2001年人口6,142，人口密度每平方公里7.23人。